# Sun Media
Sun Media Corporation était le propriétaire de plusieurs quotidiens tabloïds canadiens à haute circulation.
Il était une filiale de Québecor. Le 6 octobre 2014, Québecor a annoncé la vente d'actifs de Sun Media à Postmedia Network.

## Historique

### Sun Publishing (1976–1996)

#### Création de Sun Publishing et du réseauSun(1978)
Sun Publishing a été créée le 4 février 1978 par la fusion de Toronto Sun Holdings Ltd et de Toronto Sun Publishing Ltd. Les deux sociétés avaient été créées en 1971 lors du lancement du Toronto Sun par d'anciens employés du défunt Toronto Telegram. Le 14 février 1978, la création du Edmonton Sun, deuxième membre de ce qui allait devenir le réseau de journaux Sun, est annoncé grâce à un partenariat entre Sun Media et Edmonton Sun Publishing Ltd. Le journal est lancé le 2 avril 1978.

#### Expansion du réseau et incursion aux États-Unis (années 1980)
En 1981, les actions en circulation d'Edmonton Sun Publishing Ltd. sont acquises par Sun Media. La société rachète le Calgary Albertan le 31 juillet 1980 pour 1,3 million de dollars et le relancé quelques jours plus tard sous le nom de Calgary Sun, avec le même format et la même apparence que les autres journaux du réseau Sun.
En 1983, Maclean-Hunter acquiert 50 % de Sun Media pour 55 millions de dollars. La même année, Sun Media, avec le soutien de Maclean-Hunter, acquiert le journal texan Houston Post pour 100 millions de dollars dans le but de s'implanter aux États-Unis. Le journal est revendu pour 150 millions de dollars en 1987.
En 1987, l'hebdomadaire Financial Post détenu par Maclean-Hunter est acquis par Sun Media pour 46 millions de dollars et est relancé comme un quotidien financier l'année suivante. En 1988, Sun Media acquiert le Ottawa Sunday Herald qu'elle relance sous le nom de Ottawa Sun.

### Sun Media (1996–2015)

#### Création de Sun Media (1996)
Le 4 octobre 1996, la direction de la chaîne Sun sous la direction de Paul Godfrey rachète la part de Rogers Communications dans la société Sun Publishing et rebaptise la société Sun Media.
En 1998, le Financial Post est vendu à Southam en échange du Hamilton Spectator, du Kitchener-Waterloo Record, du Guelph Mercury et du Cambridge Reporter. Ces 4 journaux sont cédés aux propriétaires du Toronto Star l'année suivante.
Dans les années 1990, Sun Media tente de s'établir dans Vancouver en publiant un quotidien de sport. L'expérience se solde par un échec.

#### Rachat par Quebecor (1998)
Sun Media est racheté par Quebecor en 1998 et maintenue en tant que filiale en propriété exclusive de celle-ci. Godfrey avait recherché Quebecor comme un chevalier blanc afin de contrer une tentative de prise de contrôle hostile par le Toronto Star, rival de longue date de Sun. À la fin de 1998, tous les journaux de Communications Quebecor sont groupés dans Corporation Sun Media. En juin 1999, Quebecor cède 30 % de sa participation à 3 investisseurs pour 260 millions de dollars afin de réduire sa dette. 180 emplois sont supprimés chez Sun Media en mars 1999 lorsque la fusion est effective.
Sun Media annonce en mai 2001 un plan de restructuration prévoyant 302 suppressions de poste dans un contexte économique difficile, notamment pour la presse écrite. Le mois suivant Quebecor Media, qui est parvenue à réaménager sa dette avec succès, annonce le rachat des 30 % de parts cédés en juin 1999, refaisant de Quebecor le seul actionnaire de Sun Media. Le rachat est conclu le 21 juin 2001 pour 375 millions de dollars.
Le 20 août 2004, Sun Media annonce l'achat d'une part minoritaire dans la station de télévision torontoise Toronto One (Ontario). Le Groupe TVA, une propriété de Quebecor, annonce l'achat de la part majoritaire. La vente est conclue le 3 décembre 2004 et la chaîne change de nom pour Sun TV à l'automne 2005.
En 2007, Sun Media acquiert le groupe de journaux Osprey Media qui détient plusieurs journaux de langue anglaise principalement basés en Ontario.
Début 2011, Québecor Média préparait le changement de format de Sun TV en chaîne d'information en continu sous le nom de Sun News Network, qui sera lancée le 18 avril 2011 et devenue à l'automne une chaîne de télévision spécialisée, ne diffusant plus gratuitement par antenne.

## Actifs
Au moment du rachat de Sun Media par Postmedia en avril 2015, l'entreprise possédait les actifs suivants :

### Réseaux de journaux
- Réseau Sun
  - Calgary Sun
  - Edmonton Sun
  - Ottawa Sun
  - Toronto Sun
  - Winnipeg Sun
- Le Journal
  - Le Journal de Montréal
  - Le Journal de Québec
  - Le Journal de Sherbrooke
- 24h
  - 24H Montréal
  - 24H Toronto
  - 24H Vancouver

### Quotidiens locaux

#### Alberta
- The Daily Herald-Tribune
- Fort McMurray Today

#### Manitoba
- Portage Daily Graphic

#### Ontario
- Belleville Intelligencer
- Brantford Expositor
- Chatham Daily News
- Cornwall Standard Freeholder
- Kingston Whig-Standard
- London Free Press
- Niagara Falls Review
- North Bay Nugget
- Northumberland Today
- Orillia Packet and Times
- Owen Sound Sun Times
- Pembroke Daily Observer
- Peterborough Examiner
- Sarnia Observer
- Sault Star
- Simcoe Reformer
- St. Catharines Standard
- St. Thomas Times-Journal
- Sudbury Star
- The Barrie Examiner
- The Beacon Herald
- The Recorder and Times
- Timmins Daily Press
- Welland Tribune
- Woodstock Sentinel-Review

### Hebdomadaires

#### Alberta
- Airdrie Echo
- Bow Valley Crag & Canyon
- Camrose Canadian
- Cochrane Times
- Cold Lake Sun
- County Market
- Devon Dispatch
- Drayton Valley Western Review
- Edmonton Examiner
- Edson Leader
- Fairview Post
- Fort Saskatchewan Record
- Hanna Herald
- High River Times
- Hinton Parklander
- Lacombe Globe
- Leduc Representative
- Mayerthorpe Freelancer
- Meridian Booster
- Nanton News
- Peace Country Sun
- Peace River Record-Gazette
- Pincher Creek Echo
- Sherwood Park News
- Spruce Grove Examiner
- Stony Plain Reporter
- Strathmore Standard
- The Beaumont News
- Vermilion Standard
- Vulcan Advocate
- Wetaskiwin Times
- Whitecourt Star

#### Manitoba
- Altona Red River Valley Echo
- Carman Valley Leader
- Interlake Spectator
- Morden Times
- Selkirk Journal
- Stonewall Argus and Teulon Times
- Winkler Times

#### Ontario
- Bancroft This Week
- Barry's Bay This Week
- Bradford West Gwillimbury Times
- Chatham This Week
- Clinton News-Record
- Cochrane Times-Post
- Collingwood Enterprise Bulletin
- County Weekly News
- Elliot Lake Standard
- Fort Erie Times
- Frontenac This Week
- Gananoque Reporter
- Goderich Signal Star
- Haliburton Echo
- Hanover Post
- Ingersoll Times
- Innisfil Examiner
- InPort News
- Kapuskasing Times
- Kenora Daily Miner and News
- Kincardine News
- Kingston This Week
- Lakeshore Advance
- Leader-Spirit
- Lucknow Sentinel
- Mid-North Monitor
- Minden Times
- Mitchell Advocate
- Niagara Advance
- Northern News
- Norwich Gazette
- Paris Star
- Pelham News
- Petrolia Topic
- Sarnia This Week
- Sault This Week
- Seaforth Huron Expositor
- Shoreline Beacon
- Stirling Community Press
- Strathroy Age Dispatch
- The Delhi News-Record
- The Londoner
- The Napanee Guide
- Thorold Edition
- Tillsonburg News
- Timmins Times
- Today's Farmer
- Trenton Trentonian
- Wallaceburg Courier Press
- West Lorne Chronicle
- Wiarton Echo

#### Québec
- Beauce Média
- La Frontière
- La Sentinelle
- La Voix Gaspésienne
- L'Avant-Poste
- L'Aviron
- L'Éclaireur Progrès
- Le Citoyen Abitibi-Ouest
- Le Citoyen de la Vallée de l'Or
- Le Citoyen d'Harricana
- Le Citoyen Rouyn-Noranda
- Le Courrier du Sud
- Le Havre
- Le Journal de Joliette
- Le Journal de Magog
- Le Journal de Sherbrooke
- Le Journal des Pays-d'en-Haut La Vallée
- Le Mirabel
- Le Nord-Est
- Le Peuple de la Côte-Sud
- Le Peuple de Lévis
- Le Peuple Lotbinière
- Le Pharillon
- Le Point du Lac-Saint-Jean
- Le Port Cartois
- Le Réveil
- Le Rimouskois
- Le Riverain
- Le Saint-Laurent Portage
- L'Écho Abitibien
- L'Écho de la Baie
- L'Écho de la Lièvre
- L'Écho de La Rive-Nord
- L'Écho de Laval
- L'Écho De Repentigny
- L'Écho de Saint-Eustache
- L'Écho de Saint-Jean-sur-Richelieu
- L'Écho de Shawinigan
- L'Écho de Trois-Rivières
- L'Écho du Nord
- L'Éclaireur Progrès
- Les Actualités
- L'information Mont-Joli
- L'Information du Nord Mont-Tremblant
- L'Information du Nord Sainte-Agathe
- L'Information du Nord Vallée de la Rouge
- Plein Jour de Baie-Comeau
- Progrès-Écho

#### Saskatchewan
- Melfort Journal
- Nipawin Journal

### Magazines
- Biz Magazine
- Business London
- Hamilton Halton Weddings
- Hamilton Magazine
- Kingston Life
- Muskoka Cottage Home Property
- Muskoka Magazine
- Muskoka Trails
- Niagara Magazine
- Ontario Farmer
- Sault Good Life
- Simcoe Life
- Vines Magazine
- What's Up Muskoka